# Am Ende wird alles sichtbar
Am Ende wird alles sichtbar (Arbeitstitel Der Totengräber im Buchsbaum) ist ein österreichischer Spielfilm vom Regisseur Peter Keglevic aus dem Jahr 2023 mit Harald Schrott und Erika Marozsán. Das Drehbuch von Peter Keglevic und Klaus Pohl basiert auf dem im September 2023 veröffentlichten gleichnamigen Roman von August Schmölzer, der eine Neubearbeitung seines Romanes Der Totengräber im Buchsbaum aus dem Jahr 2014 ist.

## Handlung
Im Jahr 1964 kommt der Fotograf Josef nach Jahrzehnten zurück in seine Heimatstadt, um ein kleines Erbe anzutreten und nach seiner Jugendliebe Ragusa zu suchen. Dort musste er als junger Soldat das Massaker heimischer Soldaten an Zuwanderern ablichten.
Wieder zurück, beginnt er als Totengräber zu arbeiten und muss einige Knaben beerdigen, die Opfer einer Mordserie wurden. Die Einheimischen begegnen dem Rückkehrer Josef mit Misstrauen.
Ragusa ist mittlerweile Witwe des Bäckers und führt die Bäckerei alleine. Gemeinsam mit seiner Jugendliebe Ragusa beschließt Josef wegzuziehen, um der durch die Mordserie aufgeheizte Stimmung zu entgehen. In Rückblicken wird die Zeit von Josefs Kindheit ab 1934 behandelt.

## Produktion und Hintergrund
Die Dreharbeiten fanden  vom 30. August bis  Oktober 2021 in Niederösterreich, in der Steiermark, in Istrien und in Wien statt. Drehorte waren
- Bad Vöslau (Steinbruch Gainfarn)
- Gablitz (Hochramalpe)
- Graz (Friedhof Maria Trost, Kirche Mariagrün, Annenstraße)
- Klosterneuburg (Pfarre Kierling)
- Maria Enzersdorf (St. Gabriel, Am Hausberg)
- Mauerbach (Kartäuserplatz)
- Nestelbach bei Graz
- Obersulz (historische Bahnstrecke)
- Traiskirchen (Bezirksmuseum)
- Wien (Orthopädisches Krankenhaus Gersthof, Bäckerei Grimm, Gasthaus Wickerl, Ballgasse)
- Kroatien/Istrien (Kanfanar, Novigrad, Vizinada, Vodnjan, Rovinj)

Unterstützt wurde die Produktion vom Österreichischen Filminstitut, von FISA Filmstandort Austria, der Filmcommission Graz, dem Land Steiermark und dem Land Niederösterreich, beteiligt war der Österreichische Rundfunk. Produziert wurde der Film von der österreichischen FILM27 Multimedia, als Produzent fungierte Wolfgang Rest. Den Vertrieb übernahm in Österreich die Einhorn-Film. Das Produktionsbudget betrug rund 2,7 Millionen Euro.
Die Kamera führte Peter Zeitlinger, die Musik schrieb Christian Kolonovits, die Montage verantwortete Moune Barius. Den Ton gestalteten Herbert Verdino, Simon Proksch, und Michael Plöderl
, das Kostümbild Erika Navas, das Szenenbild Veronika Merlin und die Maske Sonja Aigner und Anne Weinberger.
Regisseur Peter Keglevic und Produzent Wolfgang Rest arbeiteten 1983 (Rest damals als Aufnahmeleiter) bei Der Bulle und das Mädchen sowie von 2013 bis 2017 für Die Fremde und das Dorf, Ein Geheimnis im Dorf – Schwester und Bruder und Treibjagd im Dorf zusammen. An den drei Filmen wirkte auch August Schmölzer mit. Hauptdarstellerin Erika Marozsán wurde von Martina Ebm synchronisiert.
Der Film war Bewerber für den österreichischen Beitrag für die Oscarverleihung 2024 für den besten internationalen Film.

## Veröffentlichung
Premiere war am 6. November 2023 im Schubert Kino in Graz, die Wien-Premiere erfolgte am 8. November 2023 im Gartenbaukino.
Der österreichische Kinostart erfolgte am 17. November 2023.

## Rezeption
DerStandard.at bezeichnete den Film als „Faschismuswarnung mit Kitsch“, der Romantik mit Gesellschaftskritik mische. Die Grundintention, die Warnung vor dem Faschismus, sei sehr ambitioniert, aber zaunpfahlig und komme erst im letzten Drittel zu spannungsvoller Dichte. Vom Faschismus zu erzählen und alles mit gefühliger Musik und Lebensweisheiten à la Das Wichtigste ist: Schau mit dem Herzen zu überschütten funktioniere nur mäßig.